# Cochliobolus nodulosus
Cochliobolus nodulosus är en svampart som beskrevs av Luttr. 1957. Cochliobolus nodulosus ingår i släktet Cochliobolus och familjen Pleosporaceae.   Inga underarter finns listade i Catalogue of Life.